# Lee Anderson
Lee Anderson (Sutton-in-Ashfield, 6 januari 1967) is een Brits politicus en televisiepresentator. Sinds 2019 is hij lid is van het Engelse Lagerhuis voor het district Ashfield. Sinds 2019 was hij Lagerhuislid namens de Conservative Party tot zijn overloop naar Reform UK in maart 2024. Door deze overstap was het eerste officiële parlementslid van Reform. Bij de verkiezingen in 2024 werd hij herkozen, wederom voor Reform UK. 
Sinds juli 2024 is hij Chief Whip van Reform UK. 
Anderson was van februari 2023 tot januari 2024 vicevoorzitter namens de Conservative Party onder partijleider Rishi Sunak. Hij trad in Januari 2024 af om tegen de regeringsplannen te stemmen die betrekking hadden tot het Rwanda asielplan van de regering Sunak. In februari 2024 liet de Conservatieve fractieleider Anderson schorsen nadat deze weigerde zijn excuses aan te bieden voor zijn uitspraak dat 'islamisten  de 'controle' hadden over Sadiq Khan en Keir Starmer.
Voordat hij parlementaire carriere werd, was Anderson mijnwerker en werkte hij voor het Citizens Advice Bureau. In 2015 werd hij verkozen tot gemeenteraadslid namens de Labour Party in het district Ashfield. In 2018 werd hij door Labour geschorst en liep later dat jaar over naar de Conservatieve Partij. Van 2019 tot 2021 was hij raadslid voor de Conservatieve Partij in de gemeente Mansfield ,gelijktijdig met zijn termijn als parlementslid. 

## Vroege leven en carrière
Lee Anderson werd geboren op 6 januari 1967 in het Kings Mill Hospital in Sutton-in-Ashfield, Nottinghamshire.  Zijn vader, Paul Anderson, was mijnwerker, terwijl zijn moeder Jenny in een kledingfabriek werkte. Lee groeide samen met zijn zussen Lisa en Paula op in Huthwaite, Nottinghamshire. Hij volgde onderwijs aan de John Davies Primary School en de Ashfield School.  
In zijn jeugd was Anderson lid van Arthur Scargill 's National Union of Mineworkers en voerde hij actief campagne voorMichael Foot van de Labour Party tijdens de Britse Lagerhuis verkiezingen van 1983. Scargill, Dennis Skinner en Tony Benn zijn belangrijke invloeden op zijn vroege politieke overtuigingen.
Anderson werkte na zijn opleidingen tien jaar als kolenmijnwerker, voordat hij vrijwilligerswerk ging doen bij Citizens Advice, een onafhankelijke Britse organisatie die gespecialiseerd is in vertrouwelijke informatie en advies om mensen te helpen met juridische, schulden-, consumenten-, huisvestings- en andere problemen, en daar na zijn vrijwilligerswerk nog eens tien jaar in loondienst ging werken.  Daarna werkte hij in diverse hostels waar hij dakloze kinderen uit de jeugdzorg ondersteunde. 

## Vroege politieke carrière
Anderson was jarenlang lid van de Labour Party en werd verkozen tot Labour-raadslid bij de verkiezingen voor de gemeente Ashfield in 2015, als vertegenwoordiger van de wijken Huthwaite en Brierley. In februari 2018 werd hij door de lokale afdeling van de Labour Party geschorst nadat hij van de voorzitter van de gemeenteraad een waarschuwing had gekregen, omdat hij rotsblokken had gebruikt om leden van de Traveller-gemeenschap te beletten ‘een kamp op te zetten op een plek in de omgeving’.  Anderson zat vervolgens een maand als zelfstandig raadslid in de raad tot hij in maart overstapte naar de Conservatieve Partij, wat volgens hem een reactie was op de ‘overname’ van de Labour Party door de harde linkerzijde, met name via de linkse politieke organisatie Momentum.  Hij werd verkozen als conservatief raadslid in de Mansfield District Council, waar hij de wijk Oakham vertegenwoordigde tussen 2019 en 2021.

## Parlementaire carrière

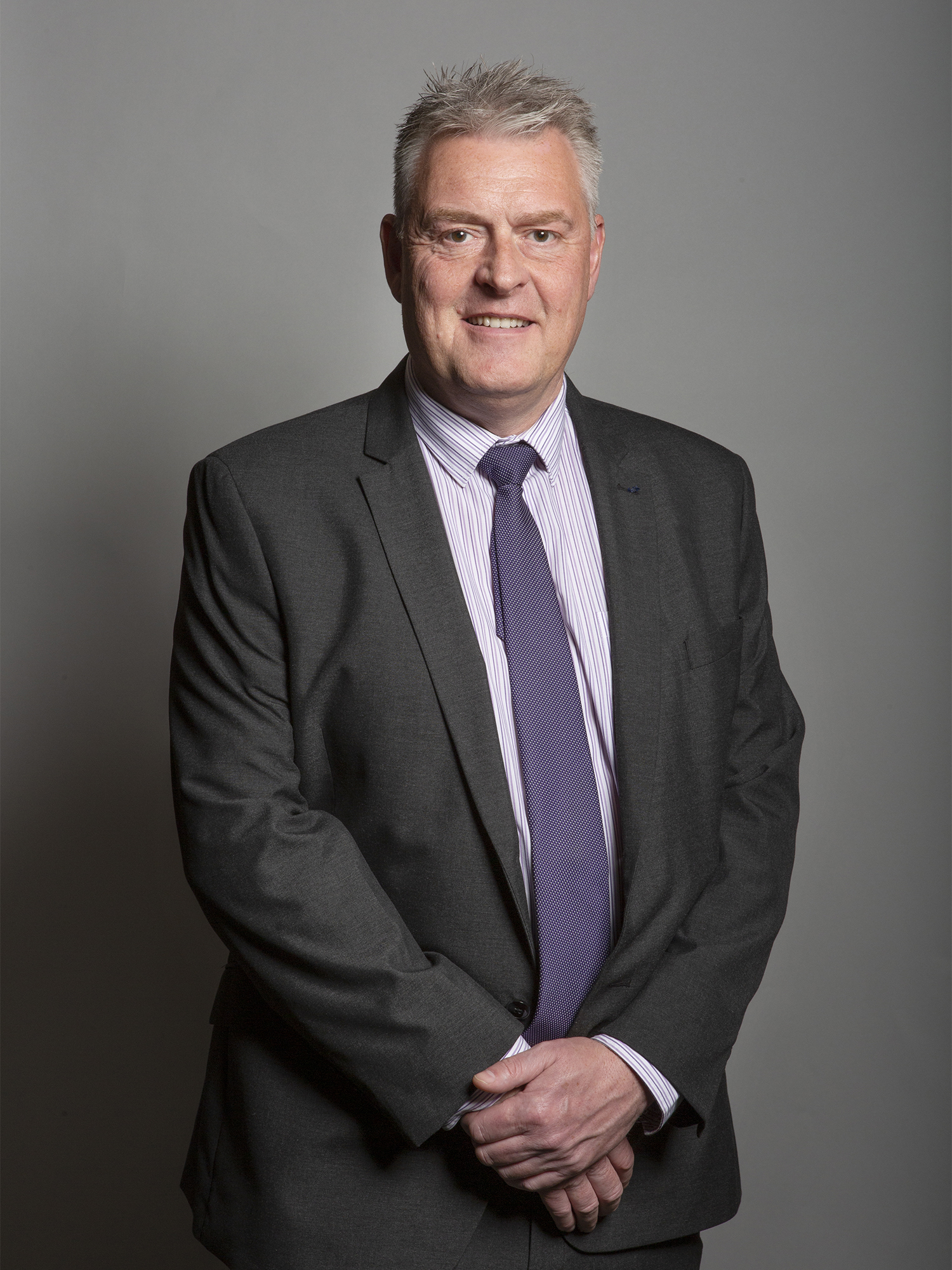
Officieel portret, 2019

### Verkiezingscampagne 2019
In juli 2019 werd Anderson geselecteerd als de Conservatieve kandidaat voor Ashfield voor de algemene verkiezingen van 2019.  Hij had Brexit gesteund tijdens het referendum over het EU-lidmaatschap van het Verenigd Koninkrijk in 2016.  Anderson voerde campagne op dit gebied, maar ook op het gebied van onderwijs, criminaliteit, gezondheidszorg en het halveren van het budget voor buitenlandse hulp. 
Tijdens de campagne kreeg hij kritiek omdat hij tijdens het canvassen op een deur klopte terwijl hij werd gefilmd voor een reportage van Channel 4 News- verslaggever Michael Crick. Vóór het bezoek werd Anderson via zijn microfoon opgenomen terwijl hij de bewoner van het huis de opdracht gaf om 'te doen alsof je weet wie ik ben, dat je weet dat ik de kandidaat ben, maar niet dat je een vriend bent'.  Will Moy van Full Fact zei: "Misleidende campagnetechnieken van partijen en kandidaten zullen niet alleen degenen die betrapt worden schaden, maar kunnen ook het vertrouwen van de kiezers in ons politieke systeem schaden."  Anderson bekritiseerde "overlast veroorzakende huurders" in een sociale huurwoning die "het leven van mensen tot een complete ellende maakten". Hij stelde voor dat ze in tenten op een veld zouden worden geplaatst om daar groenten te plukken. De Labour Party bekritiseerde Andersons opmerkingen en vergeleek zijn idee met ‘dwangarbeiderskampen’. 
Anderson was een van de drie kandidaten van de Conservatieve Partij die door de partij werden onderzocht vanwege beweringen over antisemitisme tijdens de verkiezingscampagne.  Het onderzoek werd geopend op grond van het feit dat hij een actief lid was van een Facebookgroep waarin andere leden Tommy Robinson steunden en de samenzweringstheorieën over George Soros propageerden.   De resultaten van het onderzoek werden niet openbaar gemaakt, maar Anderson volgde later online trainingen van de liefdadigheidsinstelling Antisemitism Policy Trust om zijn begrip van antisemitisme te verbeteren. Hij verontschuldigde zich voor zijn lidmaatschap van de groep en meldde dat hij de groep had verlaten toen de eerste beschuldigingen werden geuit. 
Anderson werd bij de verkiezingen van 2019 verkozen tot parlementslid voor Ashfield, met een meerderheid van 5.733 stemmen. De zetel werd eerder vertegenwoordigd door  parlementslid Gloria De Piero van Labour, die voor de verkiezingen aftrad. Hij had eerder vijf jaar als haar kantoormanager gewerkt.  Anderson was de eerste conservatief die het kiesdistrict vertegenwoordigde sinds de tussentijdse verkiezingen van 1977. 
Anderson was sinds maart 2022 lid van de Home Affairs Select Committee en was eerder, tussen juni en december 2021, lid van de <i>Women and Equality Committee</i>. 

### 2019–2023
Anderson was lid van de Common Sense Group, een informele groep van Conservatieve parlementsleden die in de zomer van 2020 werd opgericht.  Na de publicatie van een tussentijds rapport over de verbanden tussen kolonialisme en eigendommen van de National Trust, waaronder banden met historische slavernij,  behoorde Anderson tot een groep van ondertekenaars van een open brief van de groep aan het kabinet in The Telegraph in november 2020. In deze brief beschuldigden de ondertekenaars de National Trust ervan ‘gekleurd te zijn door cultureel marxistisch dogma’.  Als reactie hierop heeft de All-Party Parliamentary Group Against Antisemitism een briefing paper uitgegeven aan alle Conservatieve parlementsleden, waarin gewaarschuwd wordt tegen het gebruik van de term ‘cultureel marxisme’, omdat dit ‘onbedoeld’ kan fungeren als een ‘ hondenfluitje voor extreemrechts’. 
In dezelfde maand woonde Anderson een ontbijtbijeenkomst bij op Downing Street met premier Boris Johnson en vijf andere Conservatieve parlementsleden. Later testte hij positief op COVID-19, en degenen die aanwezig waren, gingen vervolgens in zelfisolatie. 
Anderson maakte in juni 2021 via sociale media bekend dat hij geen enkele wedstrijd van het Engelse nationale voetbalelftal zou bekijken tijdens het EK 2020, uit protest tegen het besluit van de spelers om voor de wedstrijden op de knieën te gaan (een symbolisch gebaar tegen racisme) . Hij verklaarde dat zijn verzet voortkwam uit het feit dat hij vond dat de actie het risico liep ‘traditionele aanhangers te vervreemden’ en dat het Black Lives Matter steunde, dat volgens hem een ‘politieke beweging was waarvan de kernprincipes erop gericht waren onze manier van leven te ondermijnen’. 
In november 2021 sprak Anderson zijn steun uit voor de offshore-verwerking van asielaanvragen op de Falklandeilanden en lobbyde hij bij immigratieminister Priti Patel om dit voorstel uit te voeren.  In mei 2022 zei hij dat de meerderheid van de migranten die illegaal het Kanaal overstaken, economische migranten waren. Toen hem werd verteld dat het ministerie van Binnenlandse Zaken tot de conclusie was gekomen dat de meesten vluchtelingen waren, gaf hij de schuld aan het ‘oude falende asielsysteem’ en beschuldigde hij de migranten ervan te liegen om ten onrechte asiel aan te vragen.   In een later interview, in februari 2023, zei Anderson, toen hem werd gevraagd hoe hij zou reageren op de migrantencrisis met kleine boten: "Ik zou ze dezelfde dag nog terugsturen. Ik zou ze op een fregat van de Royal Navy zetten en ermee naar Calais varen. En ze zouden gewoon niet meer komen". 
Anderson was een van de 99 Conservatieve parlementsleden die in december 2021 in Engeland tegen COVID-19-paspoorten stemden.  
In mei 2022 kreeg Anderson kritiek van oppositiepolitici en Jack Monroe, Een Engelse campagnevoerder tegen voedselarmoede, nadat hij tijdens een debat in het parlement had gesuggereerd dat er in het Verenigd Koninkrijk geen behoefte zou zijn aan voedselbanken. Bovendien beargumenteerde hij dat gebruikers van de voedselbank een gebrek aan onderwijs genoten en zouden moeten worden bijgespijkerd over budgetteren en koken. Anderson nodigde vervolgens de oppositiepartijen uit om een voedselbank in zijn kiesdistrict te bezoeken, waar volgens hem maaltijden konden worden gekookt voor 30 pence per dag, en waar ook verplichte budgetterings- en kookcursussen werden aangeboden aan de gebruikers. Voor deze opmerkingen kreeg hij van zijn critici de bijnaam "30p Lee". 
De maand daarop verklaarde Anderson zijn steun aan Boris Johnson kort nadat de resultaten van een vertrouwensstemming van de Conservatieven in Johnsons leiderschap waren bekendgemaakt. Deze waren voor laag en een meerderheid van de partij was het vertrouwen in Johnson kwijt geraakt. Volgens Anderson was Johnson het slachtoffer van ‘een heksenjacht onder leiding van de BBC . In juli 2022 trok Anderson zijn steun voor Johnson in vanwege diens aanpak van het Chris Pincher-schandaal waarbij beschuldigingen van seksueel wangedrag door de voormalige vice-fractieleider van de Conservatieve Partij, Chris Pincher, werden verborgen door Johnson. 
Anderson steunde Kemi Badenoch tijdens de leiderschapsverkiezingen van de Conservatieve Partij in juli 2022.  Nadat Badenoch was uitgeschakeld, steunde hij Liz Truss, die uiteindelijk succesvol was en Johnson opvolgde als partijleider en premier. 
In oktober 2022 verving Anderson Esther McVey als voorzitter van de Blue Collar Conservative caucus.  Nadat hij voorzitter was geworden, riep hij de partij op zich te richten op politie- en immigratiebeleid en op het verlagen van belastingen.  Hij werd bekritiseerd door Labour-parlementslid Chris Bryant omdat hij in een interview in oktober 2022 vermeende transfobische opmerkingen had gemaakt over de komiek Eddie Izzard. Ook David Hennigan, een onafhankelijk raadslid voor Ashfield, deed aangifte tegen Anderson bij de Metropolitan Police. De politie liet weten geen verdere actie te ondernemen, omdat er "geen overtredingen waren vastgesteld". Anderson beschreef het rapport van Hennigan als een "verspilling van politietijd".  
Anderson werd in februari 2023 benoemd tot vicevoorzitter van de Conservatieve Partij.  In een interview met The Spectator vóór zijn benoeming zei Anderson dat hij de terugkeer van de doodstraf zou steunen, waarbij de daders duidelijk identificeerbaar zijn.  Premier Rishi Sunak zei dat noch hij noch de regering het standpunt van Anderson deelde. 
In augustus 2023 merkte Anderson op dat asielzoekers die het niet prettig vinden om in boten als de Bibby Stockholm te verblijven, "terug naar Frankrijk zouden moeten oprotten". Oppositiepartijen en de actiegroep 'Hope not Hate' bekritiseerden zijn opmerkingen. Minister van Justitie Alex Chalk sprak namens de regering zijn steun uit voor Anderson. Hij zei dat zijn taalgebruik weliswaar "pittig" was, maar dat zijn "verontwaardiging terecht" was en dat er "helemaal geen sprake was van onverdraagzaamheid". Anderson zei later dat zijn opmerkingen verkeerd waren geïnterpreteerd, omdat ze alleen betrekking hadden op ‘illegale migranten’ en niet op ‘echte asielzoekers’. 
In november 2023, nadat het Hooggerechtshof had verklaard dat het beleid om asielzoekers naar Rwanda te sturen illegaal was, zei Anderson dat de regering de wet moest negeren en ze toch naar Rwanda moest sturen: "We moeten de vliegtuigen nu meteen de lucht in krijgen". 
In november 2023 meldde The Sunday Times dat Anderson had verklaard dat hem "veel geld" was aangeboden door "een politieke partij die begint met een R" om lid te worden van die partij. Richard Tice van de Reform UK -partij ontkende dat zijn partij bij een dergelijk aanbod betrokken was.  

### 2024–heden

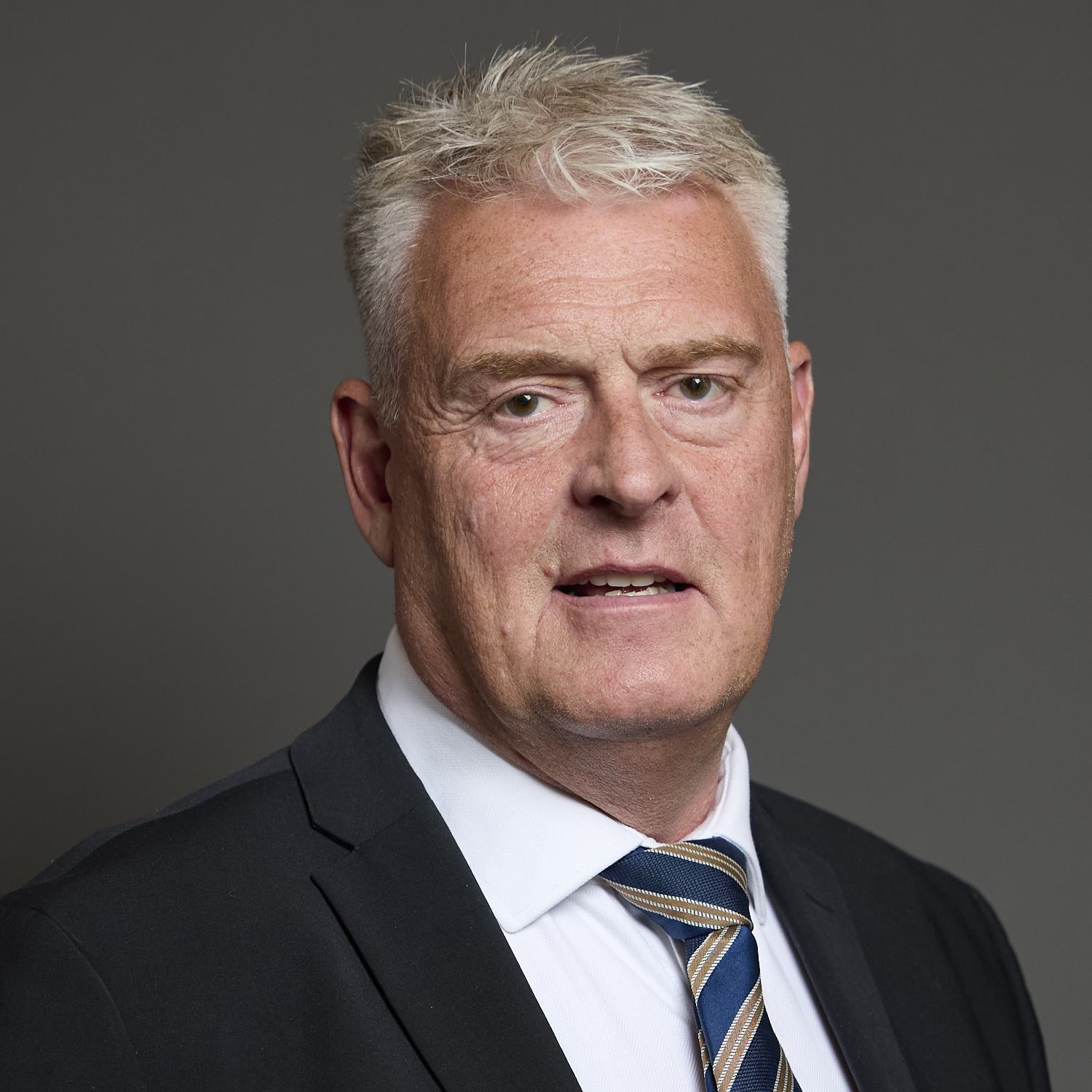
Officieel portret, 2024

In januari 2024 trad Anderson, samen met Brendan Clarke-Smith, af als vicevoorzitter van de Conservatieve Partij, om te stemmen voor een amendement op de Safety of Rwanda (Asylum and Immigration) Bill. Het amendement, ingediend door Bill Cash, zou ‘ervoor zorgen dat het Britse en internationale recht niet gebruikt kunnen worden om te voorkomen of te vertragen dat iemand naar Rwanda wordt uitgezet.’ 

#### Schorsing van de Conservatieve Partij
Op 24 februari 2024 werd Anderson geschorst door zijn partij omdat hij niet bereid was zijn excuses aan te bieden voor opmerkingen in een discussieprogramma op GB News over een artikel van voormalig minister van Binnenlandse Zaken Suella Braverman waarin zij had gesteld dat "de waarheid is dat de islamisten, de extremisten en de antisemieten nu de macht hebben". Anderson beweerde dat "islamisten" burgemeester van Londen Sadiq Khan en de leider van de Labour Party Keir Starmer in hun macht hadden.    GB News gaf op 26 februari een verklaring uit, die twee dagen eerder door Anderson was opgesteld, waarin hij weigerde zijn excuses aan te bieden voor zijn opmerkingen, maar zei dat zijn "woorden misschien onhandig waren, maar... voortkwamen uit pure frustratie over wat er met onze prachtige hoofdstad gebeurt." 
Hij werd bekritiseerd door Labour en enkele politici van de Conservatieve Partij, waaronder de voormalige minister van Financiën Sajid Javid en de fractievoorzitter van de partij in de London Assembly, Neil Garratt.  Premier Rishi Sunak verklaarde dat Andersons opmerkingen ‘verkeerd, onaanvaardbaar en slecht beoordeeld’ waren, maar hij geloofde niet dat hij ‘racistisch of islamofoob’ was. 
Na zijn schorsing sloot Anderson niet uit dat hij zou overlopen naar Reform UK; op 25 februari had hij een besloten ontmoeting met de leider van Reform UK, Richard Tice. 

#### Overstap naar Reform UK
Op 11 maart 2024 sloot Anderson zich aan bij Reform UK en werd daarmee het eerste parlementslid van deze partij. Anderson had eerder kritiek geuit op Reform UK, door te zeggen dat het "geen echte politieke partij" was en de leider ervan, Tice, te beschrijven als een "pound shop Farage".  Voor deze opmerkingen bood hij later zijn excuus aan en verklaarde hij dat hij deze had gemaakt in zijn rol als Conservative vicefractievoorzitter. Hij zou daarbij van mening zijn veranderd na enkele gespreken met Tice.  
Bij de Lagerhuis verkiezingen van 2024 werd Anderson herkozen in het parlement als parlementslid voor Ashfield met een toegenomen stemmenaandeel van 42,8% en een afgenomen meerderheid van 5.509.  Samen met Anderson werden Nigel Farage, Rupert Lowe, James McMurdock en Richard Tice gekozen voor Reform UK. Na de verkiezingen werd hij benoemd tot Chief Whip in het Lagerhuis namens Reform.
In januari 2025 stemde Anderson samen met alle andere parlementsleden van Reform UK voor een nieuw nationaal onderzoek naar verkrachtingsbendes. Reform UK was de enige partij die unaniem stemde. Het wetsvoorstel werd verworpen met 364 stemmen voor en 111 stemmen tegen, een meerderheid van 253, tegen het amendement.    

## Televisie carriere
GB News maakte in maart 2023 bekend dat Anderson een eigen programma op de zender zou presenteren met een salaris van £100.000, terwijl hij daarnaast ook fulltime zou blijven werken als parlementslid.   Hij had eerder kritiek geuit op andere parlementsleden die in november 2021 een tweede baan hadden, na het lobbyschandaal rond Owen Paterson. Anderson begon in juni 2023 met het presenteren van zijn wekelijkse show Lee Anderson's Real World.  In dezelfde maand werd hij bekritiseerd door de Serjeant at Arms, de ambtenaar die verantwoordelijk was voor het handhaven van de orde in het Lagerhuis, omdat hij het dak van het parlement had gebruikt om een promotievideo voor zijn programma op te nemen. 

## Persoonlijk leven
Anderson is getrouwd met Sinead,  een conservatief raadslid in de gemeenteraad van Mansfield die tussen 2019 en 2023 de wijk Eakring vertegenwoordigde en daarna vanaf 2023 de wijk Thompsons   Ze heeft cystische fibrose en heeft eerder een dubbele longtransplantatie ondergaan voor deze aandoening.   Hij heeft ook twee zonen uit een eerder huwelijk.  Anderson was zeventien jaar lang alleenstaande ouder en verkocht op een gegeven moment zijn auto om rond te kunnen komen.  Op 36-jarige leeftijd werd hij behandeld voor teelbalkanker. 